# 片桐麻美のオールナイトニッポン
片桐麻美のオールナイトニッポン（かたぎりあさみのオールナイトニッポン）は、ニッポン放送の深夜番組『オールナイトニッポン』の木曜2部（毎週木曜日27:00 - 29:00）で放送されていたラジオ番組である。
放送期間は1988年1月7日から1989年5月25日まで。

## 概要
パーソナリティはシンガーソングライター、片桐麻美。前年、1987年11月にデビューしたばかりで、初のラジオレギュラーが本番組であった。基本的に一人で番組を進行していた。
フリートークや番組の内容などは自分やリスナーの日常生活からテーマを拾って構成されるものが主で、番組の雰囲気も彼女自身のキャラクターに合ったといわれる淡々としたものだった（ただ、笑う所では声が裏返ったりすることもあった）。リスナーからの投書は封書で送られてくるものが大半だったといわれ、便箋10枚にも亘る長文のものもあったという。そのような手紙を全文読み、答えていたことで一通にかなりの時間を費やしていたこともあった。その手紙に対し、沈黙したり、「うーん･･･うーん･･･」と繰り返しては言葉を探し、考えあぐねている時間が長く、「放送事故寸前」といつも番組スタッフに言われていた。
1989年5月25日深夜の最終回も、通常通りのコーナーなどの進行をした後、エンディング前に自らの曲『わたしのうた』を弾き語りで歌唱。「みんなどうもありがとう」のラストコメントで番組を終えた。
オープニングテーマ曲はエルトン・ジョンの『Your Song（僕の歌は君の歌）』。

## 主なコーナー
- 今週見た聞いた名言格言
- 麻美ちゃんと歯を磨こう （旭川歯科学院専門学校に通っていた自身の特性を生かしたコーナー）[1]
- 愛のケーススタデー （愛の告白の言葉を考えるコーナー。コーナー名は“スタディー”ではない）[1]
- 夜明けのコーヒー （恋人の作り方を考えるコーナー）
- みそひともみじ （あるテーマに沿った短歌、川柳を募集していた）[2]
- 方言あいうえお （全国の面白い方言を募集していた）
- 悲しい浮き袋 （存在が浮いている人、自分の存在が浮いてしまったエピソードを募集していた）[2]
- 心の季節